# Clare Torry
Clare Torry (Londres, 29 de novembre de 1947) és una cantant britànica molt coneguda pel treball vocal a la cançó de Pink Floyd
«The Great Gig in the Sky» apareguda el 1973 a l'àlbum The Dark Side of the Moon.
Torry també va treballar com a cantant d'estudi i corista als concerts, amb Olivia Newton-John, de The Alan Parsons Project, per a qui també va fer el cant principal d'una peça, Gary Brooker, Culture Club, Meat Loaf i Johnny Mercer. Després va tornar, per un temps curt, a Pink Floyd als anys 1980 i també va contribuir a l'àlbum de Roger Waters Radio K.A.O.S., aparegut el 1987. També va cantar amb el guitarrista i cantant de Pink Floyd, David Gilmour, en un concert dels anys 1990 a Knebworth.
Clare Torry va cantar «Love is like a butterfly» de Dolly Parton per al títol principal de la sitcom de Wendy Craig i de Geoffrey Parlmer Butterflies, als anys 1970.
El 2004 va perseguir a Pink Floyd judicialment i al grup EMI pels royalties no pagats basats en la contribució de la peça The great gig in the sky, perquè considerava que hi tenia dret en concepte de coautor, amb Richard Wright.
En origen, va percebre 30 lliures pel seu treball d'estudi un diumenge. El 2005, va aconseguir arribar a un acord amistós a l'Alt Tribunal de Justícia d'Anglaterra i Gal·les, al seu favor, tot i que no es va fer públic. És possible que en les noves versions del disc es vegi el nom de Torry en els crèdits en la cançó. El DVD en directe Pulse, aparegut el 2006, mostra en els crèdits: «Wright/Vocal composition by Clare Torry» a la peça «The Great Gig in the Sky».